# NGC 2778
NGC 2778 est une galaxie elliptique située dans la constellation du Lynx. NGC 2778 a été découverte par l'astronome germano-britannique William Herschel en 1786.

## Caractéristiques
Sa vitesse par rapport au fond diffus cosmologique est de 2 285 ± 17 km/s, ce qui correspond à une distance de Hubble de 33,7 ± 2,4 Mpc (∼110 millions d'al).
À ce jour, huit mesures non basées sur le décalage vers le rouge (redshift) donnent une distance de 43,300 ± 17,882 Mpc (∼141 millions d'al), ce qui est à l'intérieur des valeurs de la distance de Hubble. Notons cependant que c'est avec la valeur moyenne des mesures indépendantes, lorsqu'elles existent, que la base de données NASA/IPAC calcule le diamètre d'une galaxie et qu'en conséquence le diamètre de NGC 2778 pourrait être d'environ 14,8 kpc (∼48 300 al) si on utilisait la distance de Hubble pour le calculer.

## Trou noir supermassif
Selon une étude réalisée auprès de 76 galaxies par Alister Graham, le bulbe central de NGC 2778 renfermerait un trou noir supermassif dont la masse est estimée à 1,4+0,8
−0,9 x 107 {\displaystyle M_{\odot }}.
Selon une autre étude réalisée en 2017 à l'aide du télescope spatial Hubble et portant sur plusieurs galaxies, NGC 2778 renferme un trou noir supermassif dont la masse est d'environ 177 millions (minimum 0, maximum 500 millions) de masses solaires.

## Groupe de NGC 2859
NGC 2779 est à peu près à la même distance de nous que NGC 2778 et elles sont rapprochées sur la sphère céleste. Il est donc possible que NGC 2778 et NGC 2779 forment une paire de galaxies. Cependant, la base de données NASA/IPAC mentionne la possibilité que NGC 2778 soit une galaxie du champ, c'est-à-dire qu'elle n'appartient pas à un amas ou un groupe et qu'elle est donc gravitationnellement isolée. Pour ajouter à la confusion, l'article publié par Abraham Mahtessian en 1998 mentionne que NGC 2778 fait partie d'un groupe de galaxies dont le membre principal est NGC 2859. Cependant, la galaxie NGC 2779 n'est pas incluse dans le groupe de NGC 2859 dans le tableau de la page 310 de cet article. Un oubli ? De plus, selon E.L. Turner, les galaxies NGC 2778 et NGC 2780 forment une paire de galaxies rapprochées.
Selon site « Un atlas de l'Univers » de Richard Powell, le groupe de NGC 2859 compte aussi deux autres galaxies, soit UGC 5015  et UGC 5020.
Les galaxies NGC 2778 et NGC 2780 figurent aussi dans un groupe de galaxies (le groupe de NGC 2778) indiqué dans un article d'A.M. Garcia paru en 1993. Deux autres galaxies apparaissent dans le groupe, soit UGC 4777 et UGC 4834.
En résumé, le groupe de NGC 2859 compterait donc au moins 8 galaxies et peut-être une neuvième : NGC 2778, NGC 2780, NGC 2793, NGC 2859, UGC 4777, UGC 4834, UGC 5015, UGC 5020 et peut-être NGC 2779.